# Erlkönig (folklore)
Pour les articles homonymes, voir Le Roi des Aulnes.
L'Erlkönig (Roi des Aulnes) est un personnage imaginaire représenté dans un certain nombre de poèmes et ballades allemands comme une créature maléfique qui hante les forêts et entraîne les voyageurs vers leur mort.
La créature a été rendue populaire par le poème de Goethe, Der Erlkönig (« Le Roi des aulnes »), et par le lied qu’a composé Schubert.

## Origines
En tant que personnage littéraire, l’Erlkönig tient ses origines dans un archétype européen commun : la fée ou la sirène, créature séduisante mais mortelle (que l’on peut comparer à La Belle Dame sans merci et à la Nixe). 
Dans sa forme originale présente dans le folklore scandinave, la créature féminine légendaire est la « fille du roi des elfes » (Ellerkongens datter)[citation nécessaire]. On retrouve des histoires semblables dans de nombreuses ballades scandinaves où une ellerkone (« femelle elfe ») a été chargée d’attraper des humains pour satisfaire leur désir, la jalousie et la soif de vengeance.

## La fille du Roi des Elfes
Johann Gottfried von Herder a introduit ce personnage dans la littérature allemande avec Erlkönigs Tochter, une ballade publiée en 1778 dans son recueil Stimmen der Volker en Liedern. L’œuvre était fondée sur une ballade populaire danoise publiée en 1739 dans la Danske Kaempevisor. Herder a entrepris une traduction libre, mais incorrecte, du nom danois « Ellerkonge » par « Erlkönig », « roi des aulnes ». La confusion semble avoir pour origine le mot allemand « Erle », « Aulne » en français. Outre cette erreur de traduction, on a supposé qu’Herder essayait d'identifier l’esprit malveillant du conte original avec un démon des bois (d'où le roi des aulnes). 
L'histoire, telle que racontée par Herder, dépeint un homme du nom de Sir Oluf chevauchant pour son mariage mais attiré par la musique des elfes. Une elfe vierge, la fille du Ellerkonge, apparaît et l'invite à danser avec elle. Il refuse la proposition et son offre de cadeaux et d'or. Furieuse, elle le frappe et le fait tomber à terre. Le lendemain matin, le jour de son mariage, son épouse le trouve à cet endroit, mort, sous son manteau d'écarlate.

## La version de Goethe

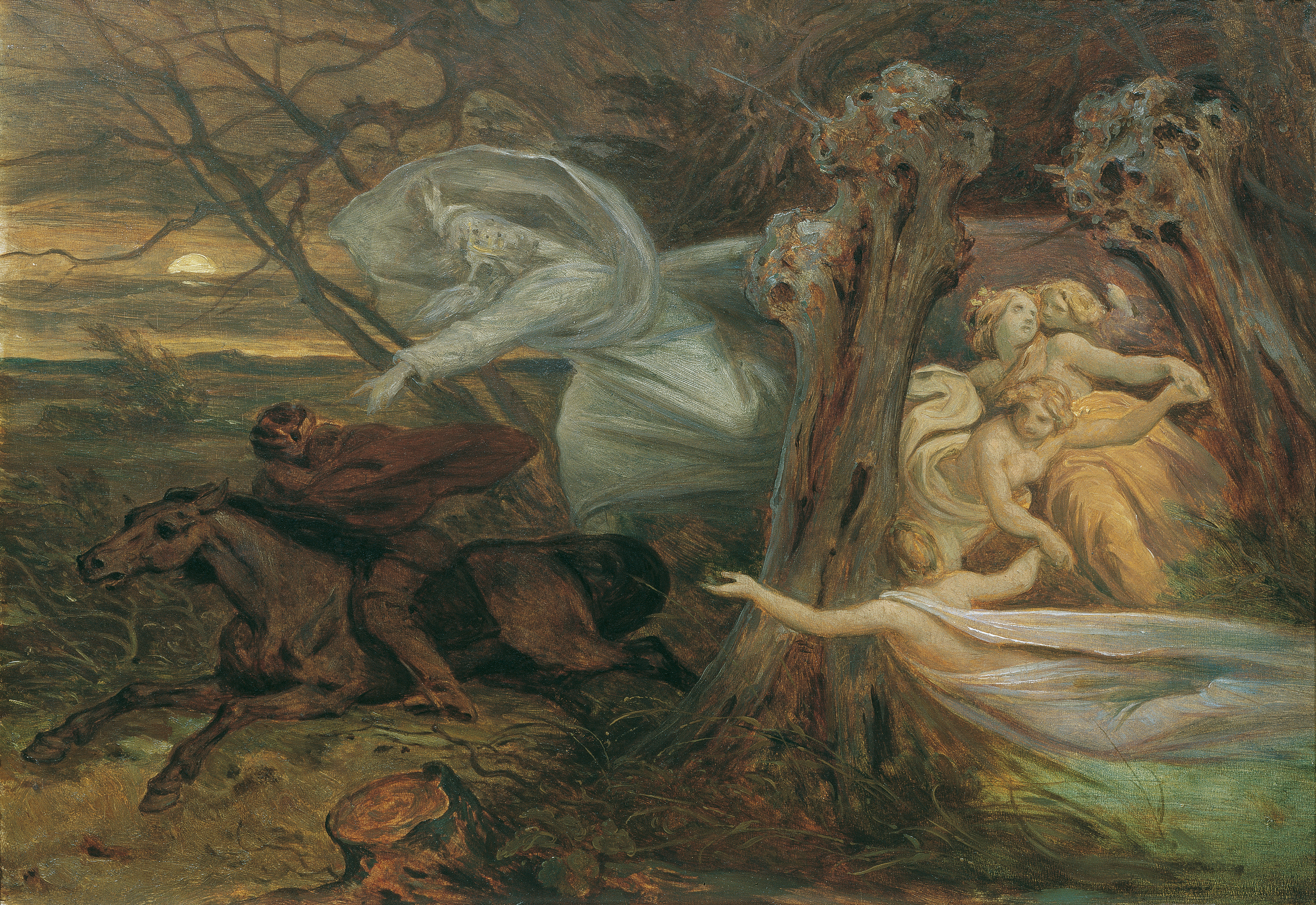
Der Erlkönig, huile sur panneau de Moritz von Schwind, inspirée par le poème Le Roi des Aulnes de Goethe, vers 1830.

Bien qu’il s’inspire de la ballade de Herder, Goethe ne retient pas la description de cet auteur ni l’origine scandinave du personnage. Le protagoniste du poème de Goethe, der Erlkönig, est, comme son nom l'indique, le roi lui-même plutôt que sa fille. En outre, dans la version de Goethe, le roi s’attaque à des enfants plutôt qu’à des adultes du sexe opposé, et ses motivations ne sont pas clairement exposées. L'Erlkönig de Goethe est beaucoup plus proche de la représentation germanique des elfes et des Valkyries – une force de la mort plutôt qu'un simple esprit magique.
La ballade a été mise en musique par Franz Schubert, qui en a fait l'un des lieder romantiques les plus connus.